# Okres Zlaté Moravce
Der Okres Zlaté Moravce ist ein Verwaltungsgebiet im Westen der Slowakei mit 40.722 Einwohnern (Stand 31. Dezember 2024) und einer Fläche von 521 km².
Historisch gesehen liegt der Bezirk zum größten Teil im ehemaligen Komitat Bars, ein kleiner Teil im Westen um den Ort Kostoľany pod Tribečom gehörte zum ehemaligen Komitat Neutra (siehe auch Liste der historischen Komitate Ungarns).

## Bevölkerung
| Jahr                | 1994   | 2004    | 2014    | 2024    |
| ------------------- | ------ | ------- | ------- | ------- |
| Anzahl der Personen | 43.913 | 43.109  | 41.127  | 40.722  |
| Unterschied         |        | −1,83 % | −4,59 % | −0,98 % |

| Jahr                | 2023   | 2024    |
| ------------------- | ------ | ------- |
| Anzahl der Personen | 40.765 | 40.722  |
| Unterschied         |        | −0,10 % |

## Städte
- Zlaté Moravce (Goldmorawitz)

## Gemeinden
| - Beladice (Kleinbeladitz) - Čaradice (Tharaditz) - Červený Hrádok - Čierne Kľačany (Klatschan) - Hostie - Hosťovce (Hostowitz) - Choča - Jedľové Kostoľany - Kostoľany pod Tribečom - Ladice (Laditz) | - Lovce (Lotze) - Machulince (Mahulintz) - Malé Vozokany - Mankovce (Mankowitz) - Martin nad Žitavou (Sankt Martin) - Nemčiňany (Nemtschin) - Neverice (Nüweritz) - Nevidzany (Newitzan) - Obyce (Obitz) - Skýcov | - Slepčany (Sleptschan) - Sľažany (Slasan) - Tekovské Nemce (Nemtze) - Tesárske Mlyňany - Topoľčianky (Kleintopoltschan) - Velčice (Weltschitz) - Veľké Vozokany - Vieska nad Žitavou - Volkovce (Walkowitz) - Zlatno - Žikava - Žitavany |

Das Bezirksamt ist in Zlaté Moravce.

## Kultur
In dem Artikel Denkmalgeschützte Objekte im Okres Zlaté Moravce findet man Informationen über die vom slowakischen Denkmalamt geschützten Objekte im Okres.